# Vallée du Rognon, de Doulaincourt à la confluence avec la Marne
Vallée du Rognon, de Doulaincourt à la confluence avec la Marne este o arie protejată (sit de importanță comunitară — SCI) din Franța întinsă pe o suprafață de 486 ha, integral pe uscat.

## Localizare
Centrul sitului Vallée du Rognon, de Doulaincourt à la confluence avec la Marne este situat la coordonatele 48°20′48″N 5°10′40″E / 48.34667°N 5.17778°E.

## Înființare
Situl Vallée du Rognon, de Doulaincourt à la confluence avec la Marne a fost declarat arie specială de conservare în baza directivei 92/43 din 1992 referitoare la conservarea habitatelor naturale și a faunei și florei sălbatice pentru a proteja 12 specii de animale.

## Biodiversitate
Situată în ecoregiunea continentală, aria protejată conține 9 habitate naturale: Păduri de fag Asperulo-Fagetum, Liziere de ierburi înalte hidrofile de câmpie și de nivel montan până la alpin, Păduri pe pante, grohotișuri și ravene de Tilio-Acerion, Lacuri eutrofice naturale cu vegetație de tip Magnopotamion sau Hydrocharition, Pajiști uscate seminaturale și facies de acoperire cu tufișuri pe substraturi calcaroase (Festuco-Brometalia) (* situri importante pentru orhidee), Păduri de stejar sau de stejar și carpen sub-atlantice și medio-europene de Carpinion betuli, Cursuri de apă de la nivel de câmpie la nivel montan, cu vegetație Ranunculion fluitantis și Callitricho-Batrachion, Fânețe de joasă altitudine (Alopecurus pratensis, Sanguisorba officinalis), Păduri aluvionare cu Alnus glutinosa și Fraxinus excelsior (Alno-Padion, Alnion incanae, Salicion albae).
La baza desemnării sitului se află mai multe specii protejate:
- mamifere (5): liliac cârn (Barbastella barbastellus), liliac cu aripi lungi (Miniopterus schreibersii), liliac cu urechi mari (Myotis bechsteinii), liliac cărămiziu (Myotis emarginatus), liliac comun (Myotis myotis)
- nevertebrate (3): Coenagrion mercuriale, fluturele purpuriu (Lycaena dispar), Vertigo moulinsiana
- pești (4): zglăvoacă (Cottus gobio), Cottus perifretum, Cottus rondeleti, cicar (Lampetra planeri)

Pe lângă speciile protejate, pe teritoriul sitului au mai fost identificate 1 specie de plante, 1 specie de păsări, 3 specii de pești.